# 鈊象電子
鈊象電子股份有限公司（International Games System Co., Ltd.），簡稱IGS，是一家于1989年创立于台湾的公司，以制作电子游戏为主要业务。其著名作品有《三国战记》系列、《明星3缺1》、《唯舞獨尊Online》等。

## 旗下產品

### 商用電子遊戲機

#### 橫向動作卷軸遊戲（PGM、PGM2）
- 三国战记系列
- 西遊釋厄傳系列
- 神劍風雲
- 中國龍系列
- 形意拳
- 怒首領蜂II-蜂暴
- 魔幻星球
- 魔域戰線
- 傲劍狂刀

#### 其他
- Rock Fever系列
- 擊鼓王系列
- 唯舞獨尊Online
- DanzBase舞力特區
- 鐵琴：第一樂章
- 極速賽車系列
- 極速摩托系列
- 動力卡車系列
- EZ Touch（易捷資訊站）系列
- 歡樂投球（GoGoBall）系列
- 巨獸浩劫系列
- 怒海戰記
- 霸 三國志大戰
- 機甲英雄集換式卡牌遊戲系列
- 敲擊大冒險系列
- 動物王國系列
- momo愛跳舞拍貼機
- 滿貫大亨
- IQ樂園
- 熊貓家族
- 形意拳
- 黃飛鴻（Alien Challenge）
- 明星3缺1
- 音樂槍槍（MusicGunGun!）
- 炫音瘋（MuziBox）
- Crazy Dancing
- Fighting Club
- 全民大翻桌
- 全民射門
- 全民吃魚
- 瘋狂射繩
- 炫風小馬
- 潛艇聯萌
- 石器達人
- 奪寶神器
- 毛毛同盟會系列
- 奧特曼系列-變身大決戰
- 假面騎士-正義變身

### 線上遊戲
- 唯舞獨尊Online
- 封神Online
- 封神2仙界傳
- 蒼天Online
- 預言Online
- 夢夢Online
- 成吉思汗蒼狼傳Online
- 英雄島Online
- 中國龍
- 時空Online
- 星空戀曲Online
- 藍星戰紀Online
- 西遊釋厄傳Online
- 競技麻將
- 滿貫大亨
- 明星3缺1
- 玩星派對
- 幸運拉霸GO

### 行動遊戲
- 唯舞獨尊Online
- 明星3缺1
- 滿貫大亨
- 美髮玩家
- 女王
- 金猴爺老虎機
- 金虎爺
- Slotverse
- 撞球好手-勝者為王
- 熊貓BBQ
- Mega Bad

### 家用主機遊戲
- 三国战记（PlayStation 4）
- 鈊象街機系列合輯（Nintendo Switch）

## 外部連結
- 鈊象電子 （页面存档备份，存于）